# Veliki Trnovac
Veliki Trnovac (em cirílico: Велики Трновац) é uma vila da Sérvia localizada no município de Bujanovac, pertencente ao distrito de Pčinja, na região de Binačko Pomoravlje. A sua população era de 6762 habitantes segundo o censo de 2002.

## Demografia
| 1948 | 1953 | 1961 | 1971 | 1981 | 1991 | 2002 |
| ---- | ---- | ---- | ---- | ---- | ---- | ---- |
| 3887 | 4378 | 4952 | 5598 | 6336 | 5896 | 6762 |